# رهاب المراهقين

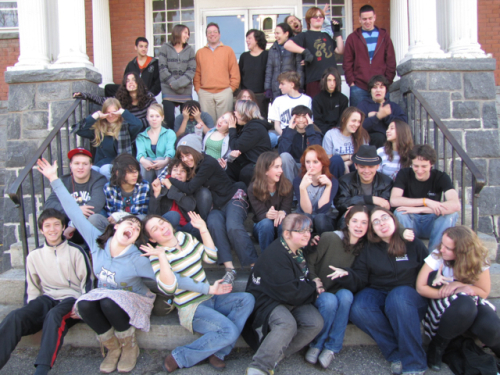

رهاب المراهقين هو الخوف من الشبان في سن المراهقة. كان اسمه في البداية (الخوف أو الكره للمراهقين). تعرف هذه الظاهرة اليوم بأنها «توصيف غير دقيق ومبالغ فيه للشباب» في مجموعة من الأماكن حول العالم. تجري دراسات عن رهاب المراهقين في مجال علم الاجتماع ودراسات الشباب.

## التاريخ
وُجد أنّ الخوف من الشباب إلى جانب الخوف من ثقافة الشارع والخوف من الجريمة في الثقافة الغربية منذ فترة طويلة. ويُذكر أن مكيافيللي أدرك أن الخوف من الشباب هو ما منع مدينة فلورنسا من الاحتفاظ بجيش دائم. وذُكر أيضًا أن السياسة العامة في مدينة البندقية القديمة واليونان القديمة قد تخبطت بسبب خوفهم من الشباب.
وقد تم النظر إلى المذهب التطهيري الأمريكي المتعصب باعتباره يعتمد على الخوف من الشبان الذين نظر إليهم كتجسيد لمغامرة التغيير والتنوير، وبالتالي أنهم أكثر عرضة للانحلال الأخلاقي. كانت وسائل الإعلام الشعبية خلال فترة الثورة الصناعية في أوروبا الغربية وأمريكا الشمالية تهتم بشكل اساسي في نشر الخوف من الأطفال والشباب من أجل تركيز مفاهيم الثورة الصناعية في المدارس وفي النهاية طرد الشباب من دوائر العمل عندما يصبح عملهم غير ضروريًا بسبب المكننة وتدفق العمالة الجديدة.
وذُكر أنَّ فرنسا بعد الحرب العالمية الثانية كانت قلقة بسبب سوء المعاملة لأنها وضعت سياسات تعكس خوفها من الشباب. كانت سياسات الشباب في تلك الحقبة هي «إرسال بعضهم إلى المخيمات الصيفية وإرسال الآخرين لمدارس الإصلاح وأن يتمتع البقية ببعض الهواء النقي، وبناء بعض المجالات الرياضية». اعتبر الجيش الأمريكي بعد الحرب العالمية الثانية أن العدد المتزايد من الشباب في أقصى الجنوب يهدد بتشكيل سيناريو إشكالي للأمن القومي. وقد اقترح المحللون أن ارتفاع ثقافة الخوف من الشباب المنتشرة شعبيًا يمكن أن يُعزى إلى سياسات الدفاع التي تم إنشاؤها ردًا على هذا التهديد.
تصاعد الخوف من المراهقين في تسعينيات القرن الماضي بسبب زيادة امتلاك الشباب الاسلحة الفردية وإعادة تشكيل عصابات الشباب على شكل عصابات لتجارة المخدرات غير المشروعة، وبسبب الصور النمطية العنصرية للشباب في المناطق الحضرية والهلع الإعلامي وموجة من إطلاق النار في المدارس من قبل بعض الطلاب على زملائهم.

## الأسباب
تسبب الإعلام والسياسيون والعمال الشباب وبعض الباحثين في استمرار حالة الخوف من الشباب. وبما أنه من المتوقع أن يبقى المراهقون في البلدان المتقدمة خارج نطاق القوة العاملة فإن أي دور لهم كغير مستهلكين يهدد البالغين. كما كان تحقيق السلامة للآباء والمعلمين أحد الدوافع من أجل تسويق أنظمة أمن المنازل والهواتف الخلوية ومراقبة أجهزة الكمبيوتر للآباء، وتم بيع أجهزة الأشعة السينية وأجهزة الكشف عن المعادن بشكل متزايد للمدارس على أساس عدم قدرتنا بالوثوق بالشباب. وتظهر التجربة باستمرار أن مراقبة الشباب لا تمنع العنف أو المأساة بشكل فعلي.
يعود سبب إنشاء كل هذه المصطلحات الخاصة بالشباب والمراهقين إلى الخوف من المراهقين. عندما أصبح العالم الغربي صناعيًا بشكل أكبر كان الشباب يخرجون بشكل متزايد من القوى العاملة بما في ذلك الأعمال التطوعية وغير التطوعية، وفي عدد المؤسسات المتزايد حيث فقدوا الاستقلالية الذاتية بسبب الرقابة الاجتماعية. كما فرضت السياسات الحكومية نفسها خارج المدارس أيضًا حيث تم فرض حظر التجول والقيادة على مدى الأربعين سنة الماضية، واستهدفت بعض التشريعات الأخرى المراهقين في جميع أنحاء البلاد. وقد وُجهت المحاكم بشكل كبير ضد حقوق الشباب. ولم يتم ذكر كلمة (المراهقين) في عناوين الصحف قبل عام 1940. لقد كان تأثير الشباب منذ الحرب العالمية الثانية هائلًا على المجتمع الغربي، مدفوعًا بشكل كبير من خلال التسويق لهم كـ (الآخر). وفي المقابل يتصرف الشباب بطرق تبدو مختلفة عن الكبار مما أدى إلى ظاهرة الشباب وخلق بدوره خوفًا دائمًا منهم.

## التأثيرات
يُعتقد أن الخوف من الشباب موجود في جميع أنحاء العالم الغربي. عزا عالم الاجتماع راي أولدينبرغ الفجوة بين الأجيال وما سمّاه «تزايد الفصل بين المراهقين والكبار في المجتمع الأمريكي» إلى: «النفور من الكبار والخوف من المراهقين».
طرح عدة علماء اقتصاد فكرة أن الخوف من المراهقين يمكن أن يكون له آثار خطيرة على صحة اقتصاد الدول. يشير عدد من الباحثين إلى أن الخوف من الشباب يؤثر على الديمقراطية، حيث أن نتائج تشويه سمعة الشباب كانت في الماضي وما زالت تضعف المشاركة الاجتماعية والسياسية والدينية والثقافية بين الأجيال الحالية والمستقبلية.
وبما أنَّ رهاب المراهقين يؤثر على الشباب بشكل خاص فقد تم الاعتراف به كحاجز أمام الإنجاز والنجاح الأكاديمي. وعائق أمام نجاح برامج التدخل الاجتماعي. ومؤشر على عدم كفاءة العديد من البالغين ليكونوا آباءً صالحين.

## التمييز الاجتماعي
يعيش المواطنون اليوم وكذلك الأشخاص الذين يتعاملون مع الأطفال في خوف من المراهقين في المنازل والمدارس وفي والشوارع. وفي حين أن المجتمع: «يحب اجسادهم الجذابة والطاقة والقوة الكبيرة» فإننا أيضاً نذم المراهقين ونصفهم بأنهم خطر على الاقتصاد والديموقراطية. غالبًا ما يتم تصوير الشباب في وسائل الإعلام الرئيسية على أنهم مستغرقون بالاهتمام بأنفسهم وغير مبالين وغير آبهين بالمصلحة العامة أو بتحقيق الأهداف الاجتماعية.
ترى العديد من البرامج الاجتماعية والنقاد الخوف من الشباب كقوة لإدانتهم في جميع أنحاء المجتمع، لا سيما عندما يقترن ذلك بالعنصرية. قدمت الشاعرة غويندولين بروكس جهودًا كبيرة لرفع الوعي حول موضوع الخوف من الشباب وخاصة من الشباب الأمريكيين ذوي الأصول الإفريقية. تختلف الرؤية الشعبية المعاصرة للمراهقين عن الروايات التاريخية. في الماضي تم تصوير الشباب على أنهم (المستقبل) و (قادة الغد)، أمّا اليوم ينظر إليهم على أنهم (مصدر للقلق، أفعالهم غير قابلة للتنبؤ)، مما يساهم في تعزيز الخوف من المراهقين، ولا سيما لدى الأقليات العرقية والإثنية. ويعزز هذا المنظور العنصري لدى البالغين إنفاذ القانون في المدن والمدارس العامة والمرافق الاجتماعية. وقال علماء الاجتماع أن السبب الرئيسي في الانتشار الحالي للخوف من الشباب يعود إلى «قلق الكبار من الاختلاط العرقي الذي يحدث بين جميع السكان». وتم أيضًا الإبلاغ عن ازدياد آثار التمييز على اساس الجنس من خلال رهاب المراهقين. ومع ذلك قال الأستاذ بجامعة نيويورك بيدرو نوجيرا أن الخوف من الشباب يتجاوز حدود التمييز العنصري على أساس لون البشرة.
ويعتبر الكثيرون أنَّ قدرة الشباب على المشاركة في المجتمع معرضة للخطر بسبب الخوف منهم، وكثيرًا ما يختبئ هذا الخوف تحت صورة الأبوية أو الحماية بين البالغين.

## الربح التجاري
يعترف الأكاديميون بشكل خاص بقوة رهاب المراهقين في القطاع التجاري، حيث تم استغلال هذا الخوف من الشباب على نطاق واسع لتحقيق مكاسب مالية. تم توضيح ذلك من قبل الباحثين والنقاد الاجتماعيين الذين يزعمون أنَّ الإعلام الشعبي (بما في ذلك السينما والتلفزيون) يزيد خوف المجتمع من الشباب لتحقيق مكاسب مالية، وتقول إحدى الدراسات أن: «الخوف الشديد من الشباب هو ذعر إعلامي ثابت».
تم إنتاج روايات مجلة اللب في الخمسينات من القرن العشرين لاستثمار الخوف من الشباب الذي كان ينتشر بشكل كبير في المجتمع. ومن المفارقات أيضًا أنَّ آثار وسائل الإعلام الشعبية على الشباب لم تكن كبيرة كآثار الخوف من الشباب، مما زاد الخوف من التكنولوجيا وأدى ذلك بدوره إلى استمرار الخوف من الشباب.

## سياسة الحكومة
وقد تبين أن الدافع وراء سن القرارات من قبل الوكالات الحكومية بما في ذلك المدارس العامة ودوائر الشرطة والمحاكم هو الخوف من الشباب. لقد قيل أن رهاب المراهقين يسبب فجوة بين ما يقال عن قيمة وأهمية الشباب وبين ما يحدث لهم في التعليم والخدمات الاجتماعية، ويؤدي إلى رؤيتهم: (كتهديد رئيسي) للأشخاص وللمؤسسات. حدد عالم الاجتماع الأمريكي مايك ماليز الاتجاهات السائدة بين السياسيين وصانعي السياسات لزيادة الخوف من الشباب في المجتمع من أجل إحراز تقدم في الحملات السياسية وبناء دعم شعبي و«توليد ضجة إعلامية وخوف عام». واعتبر الخوف من الشباب كسبب رئيسي وراء العديد من البرامج الحكومية المُصممة لمكافحة ما يسمى (عنف الشباب) الذي نسبوا فيه أعمال عدد قليل من الشباب إلى مجمل السكان الشباب بشكل عام. كمثال على ذلك: أدى الخوف من الشباب في دالاس إلى زيادة اجراءات التحري والمراقبة والشرطة ولا سيما في المناطق الفقيرة (جاستون). ويقال أيضًا أنَّ الخوف من المراهقين تسبب في قيام العديد من الحكومات بخفض سن المسؤولية الجنائية وزيادة احتجاز الشباب من مرحلة الطفولة إلى مرحلة البلوغ.

## مكافحة رهاب المراهقين
قدمت جمعية المكتبات الأمريكية مجموعة من الموارد لأمناء المكتبات على وجه الخصوص لمكافحة رهاب المراهقين من خلال تعزيز مهارات خدمة العملاء الخاصة بالشباب. ومع ذلك اقترح عالم الاجتماع مايك ماليز أن موضوع رهاب المراهقين لا يُحلل المشكلة بشكل عميق بما فيه الكفاية لأن الخوف من البالغين هي الصورة النمطية عند المراهقين.